# Chitonotus
Chitonotus is een monotypisch geslacht van straalvinnige vissen uit de familie van donderpadden (Cottidae).

## Soort
- Chitonotus pugetensis (Steindachner, 1876)